# Canada op de Olympische Winterspelen 1992
Tijdens de Olympische Winterspelen van 1992, die in Albertville (Frankrijk) werden gehouden, nam Canada voor de zestiende keer deel.

## Medailleoverzicht
| Sport       | Olympiër                                                                         | Discipline           | Medaille |
| ----------- | -------------------------------------------------------------------------------- | -------------------- | -------- |
| Alpineskiën | Kerrin Lee-Gartner                                                               | afdaling (v)         | Goud     |
| Shorttrack  | Angela Cutrone Sylvie Daigle Nathalie Lambert Annie Perreault                    | 3000 m aflossing (v) | Goud     |
| Shorttrack  | Frédéric Blackburn                                                               | 1000 m (m)           | Zilver   |
| Shorttrack  | Frédéric Blackburn Laurent Daignault Michel Daignault Sylvain Gagnon Mark Lackie | 5000 m aflossing (m) | Zilver   |
| IJshockey   | Olympisch team                                                                   | mannen               | Zilver   |
| Biatlon     | Myriam Bédard                                                                    | 15 km (v)            | Brons    |
| Kunstrijden | Isabelle Brasseur Lloyd Eisler                                                   | paarrijden           | Brons    |

## Deelnemers en resultaten

### Alpineskiën
| Olympiër           | Discipline       | Resultaat | Prestatie                                                                              |
| ------------------ | ---------------- | --------- | -------------------------------------------------------------------------------------- |
| Felix Belczyk      | afdaling (m)     | 18e       | 1.53,37 (+3,00)                                                                        |
| Felix Belczyk      | combinatie (m)   | dns-s1    | niet gestart slalom run 1 afdaling: 1.47,75                                            |
| Rob Crossan        | super g (m)      | dnf       | opgave                                                                                 |
| Rob Crossan        | reuzenslalom (m) | 35e       | 2.18,57 (+11,59) 1.10,69+1.07,88                                                       |
| Rob Crossan        | slalom (m)       | 20e       | 1.49,86 (+5,47) 55,21+54,65                                                            |
| Rob Crossan        | combinatie (m)   | 12e       | 57,27 p. (+42,69) afdaling: 34,25 p. (1.48,33) slalom: 23,02 p. (1.45,12: 50,77+54,35) |
| Brad King          | slalom (m)       | dnf-2     | opgave run 2 56,42+dnf                                                                 |
| Cary Mullen        | afdaling (m)     | dq        | diskwalificatie                                                                        |
| Cary Mullen        | combinatie (m)   | 14e       | 62,37 p. (+47,79) afdaling: 25,48 p. (1.47,47) slalom: 36,89 p. (1.47,58: 52,65+54,93) |
| Willy Raine        | super g (m)      | 48e       | 1.19,12 (+6,08)                                                                        |
| Willy Raine        | reuzenslalom (m) | 39e       | 2.20,06 (+13,08) 1.11,30+1.08,76                                                       |
| Willy Raine        | slalom (m)       | 29e       | 1.53,32 (+8,93) 56,80+56,52                                                            |
| Brian Stemmle      | afdaling (m)     | 23e       | 1.53,77 (+3,40)                                                                        |
| Roman Torn         | afdaling (m)     | dnf       | opgave                                                                                 |
|                    |                  |           |                                                                                        |
| Annie Laurendeau   | slalom (v)       | 25e       | 1.40,03 (+7,35) 52,01+48,02                                                            |
| Kerrin Lee-Gartner | afdaling (v)     | Goud      | 1.52,55                                                                                |
| Kerrin Lee-Gartner | super g (v)      | 6e        | 1.23,76 (+2,54)                                                                        |
| Kerrin Lee-Gartner | combinatie (v)   | dq-s1     | diskwalificatie slalom run 1 afdaling: 1.26,49 slalom: diskwalificatie (37,40)         |
| Michelle McKendry  | afdaling (v)     | 20e       | 1.55,61 (+3,06)                                                                        |
| Michelle McKendry  | super g (v)      | 20e       | 1.25,43 (+4,21)                                                                        |
| Michelle McKendry  | combinatie (v)   | 6e        | 39,02 p. (+36,47) afdaling: 18,45 p. (1.27,32) slalom: 20,57 p. (1.11,79: 35,67+36,12) |

### Biatlon
| Olympiër                                             | Discipline             | Resultaat | Prestatie |
| ---------------------------------------------------- | ---------------------- | --------- | --- |
| Steve Cyr                                            | 10 km (m)              | 8e        | 26.46,4 (+44,1) pen.: 0 (0 + 0)                                                                                             |
| Steve Cyr                                            | 20 km (m)              | 46e       | 1:03.06,9 (+6.32,5) pen.: 4 (1 + 2 + 0 + 1)                                                                                 |
| Tony Fiala                                           | 10 km (m)              | 62e       | 29.35,0 (+3.32,7) pen.: 2 (1 + 1)                                                                                           |
| Tony Fiala                                           | 20 km (m)              | 26e       | 1:00.39,8 (+3.05,4) pen.: 1 (0 + 0 + 0 + 1)                                                                                 |
| Tom Hansen                                           | 10 km (m)              | 83e       | 32.03,1 (+6.00,8) pen.: 2 (1 + 1)                                                                                           |
| Jean Paquet                                          | 20 km (m)              | 77e       | 1:08.36,2 (+11.01,8) pen.: 9 (3 + 2 + 2 + 2)                                                                                |
| Glenn Rupertus                                       | 10 km (m)              | 52e       | 28.43,3 (+2.41,0) pen.: 3 (1 + 2)                                                                                           |
| Glenn Rupertus                                       | 20 km (m)              | 20e       | 1:00.18,3 (+3.43,9) pen.: 1 (0 + 0 + 1 + 0)                                                                                 |
| Team Glenn Rupertus Jean Paquet Tony Fiala Steve Cyr | 4x7,5 km estafette (m) | 10e       | 1:29.37,3 (+4.53,8) pen.: 0 21.58,8 pen.: 0 (0 + 0) 22.49,7 pen.: 0 (0 + 0) 22.00,0 pen.: 0 (0 + 0) 22.48,8 pen.: 0 (0 + 0) |
|                                                      |                        |           | |
| Myriam Bédard                                        | 7,5 km (v)             | 12e       | 26.04,6 (+1.35,4) pen.: 1 (0 + 1)                                                                                           |
| Myriam Bédard                                        | 15 km (v)              | Brons     | 52.15,0 (+27,8) pen.: 2 (0 + 1 + 1 + 0)                                                                                     |
| Jane Isakson                                         | 7,5 km (v)             | 50e       | 28.39,7 (+4.10,5) pen.: 1 (1 + 0)                                                                                           |
| Jane Isakson                                         | 15 km (v)              | 54e       | 1:01.06,5 (+10.19,3) pen.: 4 (2 + 0 + 1 + 1)                                                                                |
| Lise Meloche                                         | 7,5 km (v)             | 47e       | 28.24,7 (+3.55,5) pen.: 2 (0 + 2)                                                                                           |
| Lise Meloche                                         | 15 km (v)              | 50e       | 1:00.10,4 (+9.23,2) pen.: 5 (1 + 3 + 0 + 1)                                                                                 |
| Yvonne Visser                                        | 7,5 km (v)             | 59e       | 29.35,9 (+5.06,7) pen.: 4 (1 + 3)                                                                                           |
| Yvonne Visser                                        | 15 km (v)              | 52e       | 1:00.38,2 (+9.51,0) pen.: 5 (1 + 0 + 2 + 2)                                                                                 |
| Team Lise Meloche Myriam Bédard Jane Isakson         | 3x7,5 km estafette (v) | 11e       | 1:23.49,1 (+7.53,5) pen.: 2 29.59,7 pen.: 2 (0 + 2) 25.19,9 pen.: 0 (0 + 0) 28.29,5 pen.: 0 (0 + 0)                         |

### Bobsleeën
| Olympiër                                                 | Discipline              | Resultaat | Prestatie                                               |
| -------------------------------------------------------- | ----------------------- | --------- | ------------------------------------------------------- |
| Greg Haydenluck Dave MacEachern                          | 2-mansbob (m) Canada I  | 11e       | 4.04,84 (+1,58) (1.00,69 / 1.01,09 / 1.01,57 / 1.01,49) |
| Dennis Marineau Chris Farstad                            | 2-mansbob (m) Canada II | 9e        | 4.04,08 (+0,82) (1.00,19 / 1.01,36 / 1.01,18 / 1.01,35) |
| Chris Lori Ken LeBlanc Cal Langford Dave MacEachern      | 4-mansbob (m) Canada I  | 4e        | 3.54,24 (+0,34) (58,00 / 58,71 / 58,66 / 58,87)         |
| Dennis Marineau Chris Farstad Jack Pyc Sheridon Baptiste | 4-mansbob (m) Canada II | dq-3      | diskwalificatie run 3 (58,61 / 59,00 / diskwalificatie) |

### Freestyleskiën
| Olympiër          | Discipline | Resultaat | Prestatie                         |
| ----------------- | ---------- | --------- | --------------------------------- |
| John Smart        | moguls (m) | 5e        | 24,15 p. (kwalificatie: 23,48 p.) |
| Jean-Luc Brassard | moguls (m) | 7e        | 23,71 p. (kwalificatie: 23,93 p.) |
| Lane Barrett      | moguls (m) | 22e       | dnq (kwalificatie: 21,13 p.)      |
| Christian Marcoux | moguls (m) | 27e       | dnq (kwalificatie: 19,70 p.)      |
| Bronwen Thomas    | moguls (v) | 16e       | dnq (kwalificatie: 16,73 p.)      |
| LeeLee Morrison   | moguls (v) | 17e       | dnq (kwalificatie: 16,46 p.)      |
| Anna Kindy        | moguls (v) | 18e       | dnq (kwalificatie: 14,75 p.)      |

### Kunstrijden
| Olympiër                       | Discipline | Resultaat | Prestatie                                                 |
| ------------------------------ | ---------- | --------- | --------------------------------------------------------- |
| Kurt Browning                  | mannen     | 6e        | 8,0 p. (korte kür: 4 - lange kür: 6)                      |
| Elvis Stojko                   | mannen     | 7e        | 10,0 p. (korte kür: 6 - lange kür: 7)                     |
| Michael Slipchuk               | mannen     | 9e        | 13,0 p. (korte kür: 8 - lange kür: 9)                     |
| Karen Preston                  | vrouwen    | 8e        | 14,0 p. (korte kür: 12 - lange kür: 8)                    |
| Josée Chouinard                | vrouwen    | 9e        | 16,0 p. (korte kür: 10 - lange kür: 11)                   |
| Isabelle Brasseur Lloyd Eisler | paarrijden | Brons     | 4,5 p. (korte kür: 3 - lange kür: 3)                      |
| Christine Hough Doug Ladret    | paarrijden | 9e        | 14,5 p. (korte kür: 9 - lange kür: 10)                    |
| Sherry Ball Kris Wirtz         | paarrijden | 12e       | 17,5 p. (korte kür: 11 - lange kür: 12)                   |
| Jacqueline Petr Mark Janoschak | ijsdansen  | 12e       | 24,8 p. (verpl.1: 11 - verpl.2: 12 - org.: 12 - vrij: 13) |

### Langlaufen
| Olympiër                                                          | Discipline                    | Resultaat | Prestatie                                           |
| ----------------------------------------------------------------- | ----------------------------- | --------- | --------------------------------------------------- |
| Yves Bilodeau                                                     | 10 km klassiek (m)            | 42e       | 31.19,5 (+3.43,5)                                   |
| Yves Bilodeau                                                     | 30 km klassiek (m)            | 59e       | 1:34.18,3 (+11.50,5)                                |
| Yves Bilodeau                                                     | achtervolging 10 km+15 km (m) | 45e       | +6.20,5 (10 km:31.19 + 15 km:40.39,4)               |
| Dany Bouchard                                                     | 10 km klassiek (m)            | 25e       | 30.03,8 (+2.27,8)                                   |
| Dany Bouchard                                                     | achtervolging 10 km+15 km (m) | 40e       | +5.29,2 (10 km:30.03 + 15 km:41.04,1)               |
| Darren Derochie                                                   | 50 km vrije stijl (m)         | 61e       | 2:29.42,0 (+26.00,5)                                |
| Wayne Dustin                                                      | 10 km klassiek (m)            | 64e       | 32.16,9 (+4.40,9)                                   |
| Wayne Dustin                                                      | 30 km klassiek (m)            | 48e       | 1:31.58,2 (+9.30,4)                                 |
| Wayne Dustin                                                      | 50 km vrije stijl (m)         | 46e       | 2:20.24,6 (+16.43,1)                                |
| Wayne Dustin                                                      | achtervolging 10 km+15 km (m) | 56e       | +8.02,7 (10 km:32.16 + 15 km:41.24,6)               |
| Alain Masson                                                      | 30 km klassiek (m)            | 60e       | 1:34.22,0 (+11.54,2)                                |
| Alain Masson                                                      | 50 km vrije stijl (m)         | dnf       | opgave                                              |
| Al Pilcher                                                        | 10 km klassiek (m)            | 52e       | 31.44,8 (+4.08,8)                                   |
| Al Pilcher                                                        | 30 km klassiek (m)            | 45e       | 1:31.49,3 (+9.21,5)                                 |
| Al Pilcher                                                        | achtervolging 10 km+15 km (m) | 52e       | +7.42,7 (10 km:31.44 + 15 km:41.36,6)               |
| Team Dany Bouchard Wayne Dustin Yves Bilodeau Darren Derochie     | 4x10 km estafette (m)         | 11e       | 1:47.52,0 (+8.26,0) 26.54,5 27.04,4 26.55,2 26.57,9 |
|                                                                   |                               |           |                                                     |
| Rhonda DeLong                                                     | 5 km klassiek (v)             | 41e       | 15.59,4 (+1.45,6)                                   |
| Rhonda DeLong                                                     | 15 km klassiek (v)            | 43e       | 49.49,7 (+7.28,9)                                   |
| Rhonda DeLong                                                     | achtervolging 5 km+10 km (v)  | 40e       | +5.08,1 (5 km:15.59 + 10 km:29.16,8)                |
| Lorna Sasseville                                                  | 15 km klassiek (v)            | 40e       | 49.18,1 (+6.57,3)                                   |
| Lorna Sasseville                                                  | 30 km vrije stijl (v)         | 51e       | 1:38.27,3 (+15.57,2)                                |
| Angela Schmidt-Foster                                             | 5 km klassiek (v)             | 39e       | 15.56,0 (+1.42,2)                                   |
| Angela Schmidt-Foster                                             | 15 km klassiek (v)            | 29e       | 46.55,0 (+4.34,2)                                   |
| Angela Schmidt-Foster                                             | achtervolging 5 km+10 km (v)  | 51e       | +6.36,4 (5 km:15.56 + 10 km:30.48,1)                |
| Lucy Steele                                                       | 5 km klassiek (v)             | 46e       | 16.07,8 (+1.54,0)                                   |
| Lucy Steele                                                       | 30 km vrije stijl (v)         | 33e       | 1:33.35,7 (+11.05,6)                                |
| Lucy Steele                                                       | achtervolging 5 km+10 km (v)  | 39e       | +5.03,7 (5 km:16.08 + 10 km:29.03,4)                |
| Jane Vincent                                                      | 5 km klassiek (v)             | 53e       | 16.47,6 (+2.33,8)                                   |
| Jane Vincent                                                      | 30 km vrije stijl (v)         | 40e       | 1:35.10,0 (+12.39,9)                                |
| Jane Vincent                                                      | achtervolging 5 km+10 km (v)  | 49e       | +6.17,0 (5 km:16.47 + 10 km:29.37,7)                |
| Team Angela Schmidt-Foster Rhonda DeLong Jane Vincent Lucy Steele | 4x5 km estafette (v)          | 11e       | 1:03.38,5 (+4.03,7) 15.54,5 15.53,7 16.09,8 15.40,5 |

### Rodelen
| Olympiër                     | Discipline | Resultaat | Prestatie                                             |
| ---------------------------- | ---------- | --------- | ----------------------------------------------------- |
| Harington Telford            | mannen     | 18e       | 3.06,195 (+3,832) (45,924 / 46,426 / 46,829 / 47,016) |
| Christi-Adrian Sudu          | mannen     | 24e       | 3.07,798 (+5,435) (46,669 / 46,576 / 47,328 / 47,225) |
| Kathy Salmon                 | vrouwen    | 16e       | 3.09,521 (+2,825) (47,522 / 47,395 / 47,358 / 47,246) |
| Christi-Adrian Sudu Dan Doll | dubbel     | 13e       | 1.34,101 (+2,048) (47,178 / 46,923)                   |
| Bob Gasper André Benoit      | dubbel     | 14e       | 1.34,102 (+2,049) (46,873 / 47,229)                   |

### Schaatsen
| Olympiër              | Discipline   | Resultaat | Prestatie         |
| --------------------- | ------------ | --------- | ----------------- |
| Robert Dubreuil       | 500 m (m)    | 14e       | 37,86 (+0,72)     |
| Sean Ireland          | 500 m (m)    | 30e       | 38,70 (+1,56)     |
| Sean Ireland          | 1000 m (m)   | 23e       | 1.17,03 (+2,18)   |
| Pat Kelly             | 1000 m (m)   | 45e       | 1.36,62 (+21,77)  |
| Pat Kelly             | 1500 m (m)   | dnf       | opgave            |
| Neal Marshall         | 1500 m (m)   | 36e       | 2.01,62 (+6,81)   |
| Neal Marshall         | 5000 m (m)   | 26e       | 7.27,64 (+27,67)  |
| Neal Marshall         | 10.000 m (m) | 26e       | 15.07,03 (+54,91) |
| Kevin Scott           | 500 m (m)    | 17e       | 38,02 (+0,88)     |
| Kevin Scott           | 1000 m (m)   | 16e       | 1.16,47 (+1,62)   |
| Kevin Scott           | 1500 m (m)   | 40e       | 2.03,18 (+8,37)   |
| Guy Thibault          | 500 m (m)    | 16e       | 37,89 (+0,75)     |
| Guy Thibault          | 1000 m (m)   | 7e        | 1.15,36 (+0,51)   |
| Guy Thibault          | 1500 m (m)   | 20e       | 1.58,87 (+4,06)   |
|                       |              |           |                   |
| Susan Auch            | 500 m (v)    | 6e        | 40,83 (+0,50)     |
| Susan Auch            | 1000 m (v)   | 17e       | 1.24,27 (+2,37)   |
| Catriona LeMay        | 500 m (v)    | 14e       | 41,59 (+1,26)     |
| Catriona LeMay        | 1000 m (v)   | 31e       | 1.25,91 (+4,01)   |
| Shelley Rhead-Skarvan | 500 m (v)    | 18e       | 41,83 (+1,50)     |
| Shelley Rhead-Skarvan | 1000 m (v)   | 25e       | 1.25,04 (+3,14)   |

### Schansspringen
| Olympiër                                 | Discipline                     | Resultaat | Prestatie |
| ---------------------------------------- | ------------------------------ | --------- | --- |
| Kirk Allen                               | normale schans individueel (m) | 55e       | 162,0 punten 79,4 p. (74,0 m) + 82,6 p. (76,0 m)                                                                         |
| Kirk Allen                               | grote schans individueel (m)   | 53e       | 93,8 punten 56,7 p. (88,0 m) + 37,1 p. (79,0 m)                                                                          |
| Horst Bulau                              | normale schans individueel (m) | 42e       | 181,4 punten 91,3 p. (80,5 m) + 90,1 p. (78,5 m)                                                                         |
| Horst Bulau                              | grote schans individueel (m)   | 52e       | 97,7 punten 56,8 p. (87,0 m) + 40,9 p. (78,5 m)                                                                          |
| Ron Richards                             | normale schans individueel (m) | 46e       | 176,1 punten 91,9 p. (79,0 m) + 84,2 p. (77,0 m)                                                                         |
| Ron Richards                             | grote schans individueel (m)   | 43e       | 128,7 punten 69,8 p. (94,5 m) + 58,9 p. (88,5 m)                                                                         |
| Team Kirk Allen Ron Richards Horst Bulau | grote schans team (m)          | 14e       | 341,0 punten 48,0 p. (85,0 m) + 39,6 p. (79,0 m) 64,8 p. (92,0 m) + 66,9 p. (93,5 m) 65,5 p. (92,5 m) + 56,2 p. (88,0 m) |

### Shorttrack
| Olympiër                                                                         | Discipline           | Resultaat | Prestatie                                                                     |
| -------------------------------------------------------------------------------- | -------------------- | --------- | ----------------------------------------------------------------------------- |
| Frédéric Blackburn                                                               | 1000 m (m)           | Zilver    | Finale: 1.31,11, hf 2 (2e): 1.32,23, kf 2 (2e): 1.33,71, vr 2 (1e): 1.38,67   |
| Mark Lackie                                                                      | 1000 m (m)           | 7e        | B-finale: 1.36,28, hf 2 (3e): 1.32,30, kf 4 (1e): 1.34,68, vr 5 (1e): 1.39,19 |
| Michel Daignault                                                                 | 1000 m (m)           | 8e        | B-finale: 1.37,10, hf 1 (3e): 1.32,10, kf 1 (2e): 1.33,66, vr 1 (1e): 1.33,21 |
| Frédéric Blackburn Laurent Daignault Michel Daignault Sylvain Gagnon Mark Lackie | 5000 m aflossing (m) | Zilver    | Finale: 7.14,06, hf 2 (2e): 7.24,69, vr 1 (3e): 7.15,25                       |
|                                                                                  |                      |           |                                                                               |
| Nathalie Lambert                                                                 | 500 m (v)            | 6e        | B-finale: 48,50, hf 1 (3e): 1.01,90, kf 1 (2e): 51,04, vr 4 (2e): 48,41       |
| Annie Perreault                                                                  | 500 m (v)            | 16e       | dnq, kf 4: diskwalificatie, vr 3 (2e): 48,41                                  |
| Sylvie Daigle                                                                    | 500 m (v)            | 18e       | dnq, vr 2 (3e): 48,50                                                         |
| Angela Cutrone Sylvie Daigle Nathalie Lambert Annie Perreault                    | 3000 m aflossing (v) | Goud      | Finale: 4.36,62, hf 1 (1e): 4.42,10                                           |

### IJshockey
| Olympiër | Discipline | Resultaat | Prestatie |
| --- | ---------- | --------- | --- |
| Dave Archibald Todd Brost Sean Burke Kevin Dahl Curt Giles Dave Hannan Gordon Hynes Fabian Joseph Joe Juneau Trevor Kidd Patrick Lebeau Chris Lindberg Eric Lindros Kent Manderville Adrian Plavsic Dan Ratushny Brad Schlegel Wally Schreiber Randy Smith Dave Tippett Brian Tutt Jason Wooley | mannen     | Zilver    | Voorronde groep B: 3- 2 Canada - Frankrijk 6- 1 Canada - Zwitserland 10- 0 Canada - Noorwegen 5- 1 Canada - Tsjecho-Slowakije 4- 5 Canada - Gezamenlijk team Kwartfinale: 4- 3 Canada - Duitsland Halve finale: 4- 2 Canada - Tsjecho-Slowakije Finale: 1- 3 Canada - Gezamenlijk team |

Algerije · Amerikaanse Maagdeneilanden · Andorra · Argentinië · Australië · België · Bermuda · Bolivia · Brazilië · Bulgarije · Canada · Chili · China · Chinees Taipei · Costa Rica · Cyprus · Denemarken · Duitsland · Estland · Filipijnen · Finland · Frankrijk · Gezamenlijk team · Griekenland · Groot-Brittannië · Honduras · Hongarije · Ierland · IJsland · India · Italië · Jamaica · Japan · Joegoslavië · Kroatië · Letland · Libanon · Liechtenstein · Litouwen · Luxemburg · Marokko · Mexico · Monaco · Mongolië · Nederland · Nederlandse Antillen · Nieuw-Zeeland · Noord-Korea · Noorwegen · Oostenrijk · Polen · Puerto Rico · Roemenië · San Marino · Senegal · Slovenië · Spanje · Swaziland · Tsjecho-Slowakije · Turkije · Verenigde Staten · Zuid-Korea · Zweden · Zwitserland